# Stara Sucha (powiat sochaczewski)
Stara Sucha – wieś w Polsce położona w województwie mazowieckim, w powiecie sochaczewskim, w gminie Nowa Sucha. Ma status sołectwa.
Wieś wchodzi w skład sołectwa Stara Sucha-Nowy Żylin.
W latach 1975–1998 miejscowość należała administracyjnie do województwa skierniewickiego.
Przez miejscowość przepływa niewielka rzeka Sucha, dopływ Bzury.